# 折口駅
折口駅（おりぐちえき）は、鹿児島県阿久根市折口字折口東にある、肥薩おれんじ鉄道線の駅である。駅番号はOR20。

## 歴史

### 駅名の由来
開業当時の地名（出水郡阿久根村大字折口）が由来。古くは出水郡阿久根郷折口村であった。
この地は古くから傾斜地で海岸へ向けての坂道（降り口）が多く、「降り口」がそのまま「折口」に転化したものである。

### 年表
- 1923年（大正12年）3月25日：鉄道省川内線の駅として開設[1]。
- 1927年（昭和2年）10月17日：湯浦駅 - 水俣駅間が開業し、八代駅 - 川内駅 - 鹿児島駅間が鹿児島本線に編入される。
- 1949年（昭和24年）6月1日：公共企業体である日本国有鉄道が発足。
- 1961年（昭和36年）9月1日：貨物取扱廃止[1]。
- 1970年（昭和45年）8月21日：荷物扱い廃止[2]。CTC化に伴い無人駅化[3]、出水駅の被管理駅となる。
- 1980年（昭和55年）3月：現駅舎が竣工。
- 1987年（昭和62年）4月1日：国鉄分割民営化に伴い、JR九州に移管[1]。
- 2004年（平成16年）3月13日：九州新幹線開業に伴い、肥薩おれんじ鉄道に移管[4]。

## 駅構造

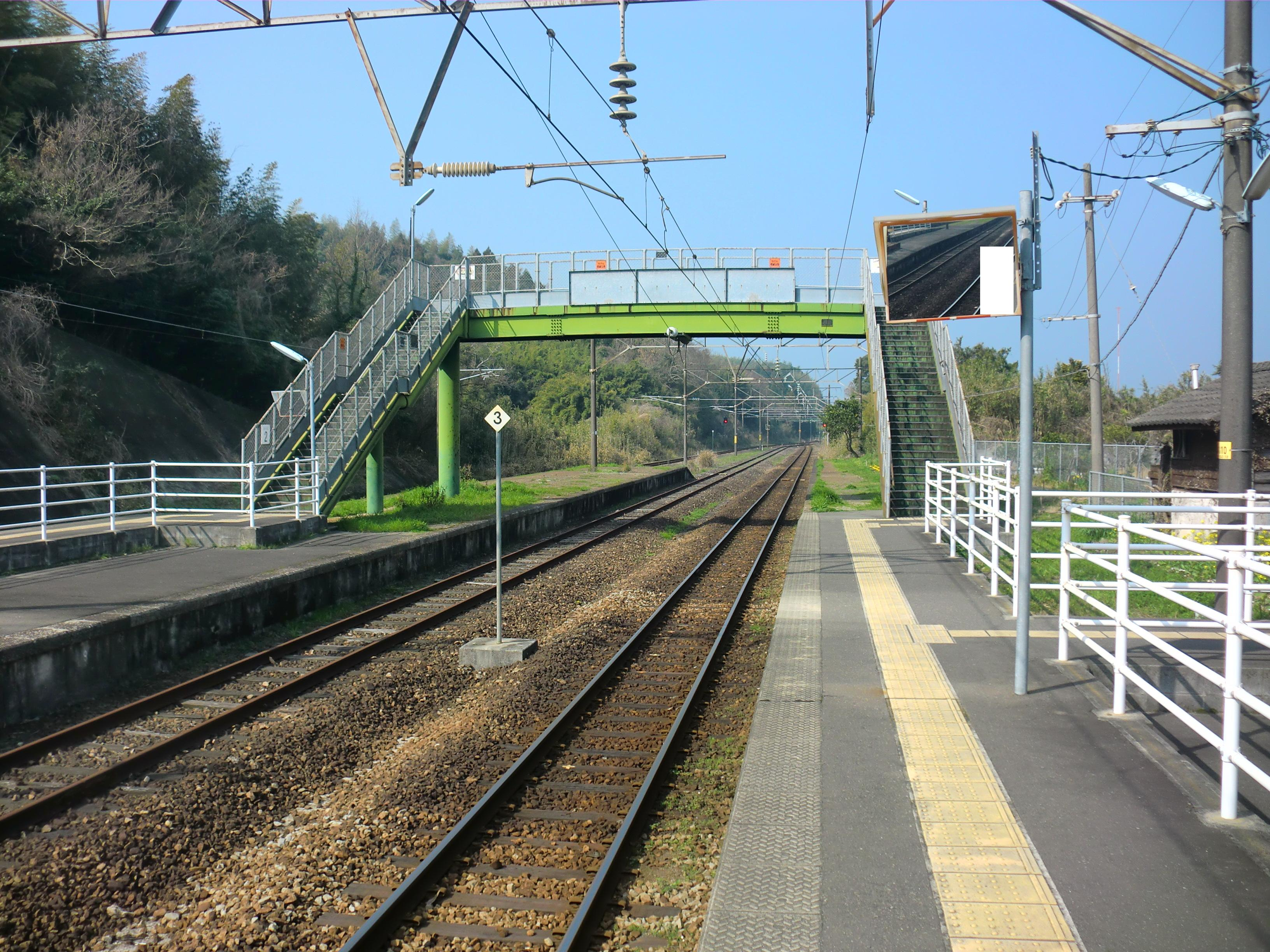
ホーム（2013年3月）

相対式2面3線を有する地上駅である。無人駅。かつては大きな待合室がある木造駅舎が建っていたが、駅舎は1980年に解体されて簡易駅舎に建て替えられ、駅舎横にあった待合室も1990年頃に解体されて現在に至る。2013年に水洗式公衆トイレが設置された。
- 複合式2面3線で、かつては普通列車や貨物列車が旧2番線を使用して優等列車の通過待ちをしたり、平日朝夕ラッシュ時や海水浴シーズンに旧2番線発着の当駅折り返し列車も設定されていたが、旧2番線は2000年頃に使用停止となり、2004年3月に肥薩おれんじ鉄道に経営移管された際に架線が撤去され、現在も線路は残っているが出発信号機が横を向いており使用停止状態である。
- 実質単式ホームの2面2線化。（これは同線の「日奈久温泉駅」や「佐敷駅」も同様。）

南側に位置する脇本地区の住宅街の最寄り駅であるため乗降客は比較的多く、特に朝夕は沿線の高校に通学する生徒で大変混雑する。また、近隣に脇本海水浴場があるため、夏休みを中心に海水浴客で賑わう。そのため、無人駅化後も1980年代末期までは夏季の夏休みシーズンのみ出水駅より海水浴客対応の駅係員が臨時配置され、肥後二見駅、上田浦駅、西方駅同様期間限定の有人駅であった。

### のりば
| のりば | 路線                | 方向 | 行先                 | 備考                 |
| ------ | ------------------- | ---- | -------------------- | -------------------- |
| 1      | ■肥薩おれんじ鉄道線 | 上り | 出水・水俣・八代方面 |                      |
| 1      | ■肥薩おれんじ鉄道線 | 下り | 阿久根・川内方面     | 原則としてこのホーム |
| 2      | ■肥薩おれんじ鉄道線 | 下り | 阿久根・川内方面     | 一部列車のみ         |

## 利用状況
- 2019年度の1日平均乗降人員は201人である[5]。

| 年度 | 1日平均 乗車人員 | 1日平均 乗降人員 |
| ---- | ---------------- | ---------------- |
| 2007 | 180              | 367              |
| 2008 | 182              | 372              |
| 2009 | 145              | 298              |
| 2010 | 141              | 290              |
| 2011 | 138              | 282              |
| 2012 | 124              | 254              |
| 2013 | 119              | 243              |
| 2014 | 103              | 212              |
| 2015 | 102              | 210              |
| 2016 |                  | 228              |
| 2017 |                  | 215              |
| 2018 |                  | 207              |
| 2019 |                  | 201              |

## 駅周辺
駅の周辺は民家が少なく閑散としているが、駅から800m先に2つの国道が走っている。また南側に脇本地区の住宅街が広がっている。地理的には長島町への入口に最も近いが、公共交通機関は出水駅から出ている。
- 阿久根市立折多小学校
- おりた保育園
- 折口簡易郵便局
- 脇本海水浴場
- 南九州西回り自動車道阿久根北インターチェンジ
- 国道3号
- 国道389号

## 隣の駅
肥薩おれんじ鉄道
■肥薩おれんじ鉄道線
野田郷駅（OR19） - 折口駅（OR20） - （赤瀬川信号場） - 阿久根駅（OR21）